# GZMA
GZMA (англ. Granzyme A) – білок, який кодується однойменним геном, розташованим у людей на короткому плечі 5-ї хромосоми.  Довжина поліпептидного ланцюга білка становить 262 амінокислот, а молекулярна маса — 28 999.
| 10         |  | 20         |  | 30         |  | 40         |  | 50         |
| ---------- |  | ---------- |  | ---------- |  | ---------- |  | ---------- |
| MRNSYRFLAS |  | SLSVVVSLLL |  | IPEDVCEKII |  | GGNEVTPHSR |  | PYMVLLSLDR |
| KTICAGALIA |  | KDWVLTAAHC |  | NLNKRSQVIL |  | GAHSITREEP |  | TKQIMLVKKE |
| FPYPCYDPAT |  | REGDLKLLQL |  | MEKAKINKYV |  | TILHLPKKGD |  | DVKPGTMCQV |
| AGWGRTHNSA |  | SWSDTLREVN |  | ITIIDRKVCN |  | DRNHYNFNPV |  | IGMNMVCAGS |
| LRGGRDSCNG |  | DSGSPLLCEG |  | VFRGVTSFGL |  | ENKCGDPRGP |  | GVYILLSKKH |
| LNWIIMTIKG |  | AV         |  |            |  |            |  |            |

A: Аланін

C: Цистеїн

D: Аспарагінова кислота

E: Глутамінова кислота

F: Фенілаланін

G: Гліцин

H: Гістидин

I: Ізолейцин

K: Лізин

L: Лейцин

M: Метіонін

N: Аспарагін

P: Пролін

Q: Глутамін

R: Аргінін

S: Серин

T: Треонін

V: Валін

W: Триптофан

Кодований геном білок за функціями належить до гідролаз, протеаз, серинових протеаз. 
Задіяний у таких біологічних процесах як апоптоз, цитоліз, поліморфізм. 
Секретований назовні.